# بی.ای. چیدامبارانات
بی. اِی. چیدامبارانات (انگلیسی: B. A. Chidambaranath؛ ۱۹ مارس ۱۹۲۴ – ۳۱ اوت ۲۰۰۷) خواننده، موسیقی‌دان و آهنگساز اهل هند بود. وی بین سال‌های ۱۹۴۸ تا ۱۹۷۴ میلادی فعالیت می‌کرد.
از فیلم‌هایی که وی در آن‌ها نقش داشته‌است، می‌توان به کایام‌کولام کوچونی و پستچی اشاره نمود.